# Veli Turini
Veli Turini is een plaats in de gemeente Sveta Nedelja in de Kroatische provincie Istrië. De plaats telt 47 inwoners (2001).